# FacturaScripts
FacturaScripts ERP/CRM es un software de Planificación de recursos empresariales (PRE, ERP en inglés) y administración de la relación con los clientes (CRM en inglés) open source para la Pequeña y mediana empresa, autónomos o asociaciones. Se creó en 2023 como alternativa web del programa AbanQ.

## Características
La aplicación está disponible bajo licencia GNU/LGPL (GNU Lesser General Public License).
FacturaScripts es un programa desarrollado en PHP compatible a nivel de base de datos con Eneboo (que es un fork de AbanQ 2.6). Es una aplicación orientada al desarrollo rápido de aplicaciones empresariales.
Fue creado para poder introducir simplicidad a los programadores y darle un aspecto más colaborativo al proyecto. Entre otras cosas, ofrece un sistema de desarrollo mucho más sencillo y no hace uso de módulos firmados binarios.
Para su funcionamiento solamente requiere de un dispositivo que permita navegar por Internet, ya sea un teléfono inteligente, una tablet o un PC.
Para su instalación requiere los siguientes elementos:
- 1.- Un servidor web (preferiblemente Apache) con PHP 7.1 o superior.
- 2.- Servidor de base de datos: MySQL o PostgreSQL.

Las características principales de FacturaScripts podría resumirse en los siguientes puntos:
- Un sencillo pero potente sistema de facturación y contabilidad web, accesible desde cualquier dispositivo y desde cualquier sitio.
- Un potente motor de plugins para adaptar el software a tus necesidades.
- Un actualizador para el núcleo y los plugins.
- Un amplio catálogo de plugins.
- Una comunidad creciente y muy activa..

FacturaScripts incluye las funcionalidades más importantes de un PGI/GRC (En inglés ERP/CRM), incluida la gestión contable. Está basado en diferentes módulos más o menos dependientes unos de otros.
Se caracteriza principalmente por su facilidad de instalación y su simplicidad de uso, a pesar del gran número de funcionalidades que se activan a través de módulos.
- Multi-usuario, permisos por funcionalidades.
- Varios gestores de menú (diferentes para los usuarios internos en back-office y para los externos en front-office).
- Muy simple de instalar y de usar.
- Varios temas.
- Código altamente personalizable.
- Funciona con MySQL, PostgreSQL, etc.

## Historia
Es la evolución de Facturalux, que creció y se pasó a llamar AbanQ y después evolucionó en un fork hacia Eneboo.
Publicado el 12-02-2012: Artículo-blog privado "hace unos días tomé la decisión de reescribir FacturaScripts desde cero, y ya de paso replicar todas las funcionalidades de Abanq, porque si no lo sabías, desde la versión 2.4 solamente admite módulos firmados digitalmente por ellos. FacturaScripts nació como una simple interfaz web para hacer búsquedas en la base de datos de Abanq, añadir artículos al carrito y generar albaranes con ellos."
Otros desarrolladores, particulares, empresas o independientes (por ejemplo, ...) contribuyen, a través de sus tests, envío de parches al foro o lista de correo, a la evolución de FacturaScripts.

## Enlaces
- Sitio oficial de FacturaScripts

- Datos: Q21002073